# Grå senapsmal
Grå senapsmal (Rhigognostis senilella) är en fjärilsart som först beskrevs av Johan Wilhelm Zetterstedt 1839.  Grå senapsmal ingår i släktet Rhigognostis, och familjen Senapsmalar. Enligt den finländska rödlistan är arten sårbar i Finland. Arten är reproducerande i Sverige. Artens livsmiljö är fjällklippor, block- och stenmarker.